# San Giacomo Filippo
San Giacomo Filippo  ist eine Gemeinde am Liro im Valle San Giacomo in der Provinz Sondrio in der Lombardei, Italien.

## Lage und Einwohner
San Giacomo Filippo liegt 65 Kilometer nordwestlich von der Provinzhauptstadt Sondrio und rund 4 Kilometer nordwestlich von Chiavenna an der Grenze zum Schweizer Kanton Graubünden. Zur Gemeinde zählen die Fraktionen Cimaganda, Gallivaggio, Lirone, Olmo, San Bernardo, Sommarovina und Vho. Die 62 km² große Gemeinde hat 359 Einwohner (Stand 31. Dezember 2024). Das Gebiet der Gemeinde erstreckt sich im Westen hinauf bis zum Pizzo Tambo (3279 m s.l.m.) auf dem Alpenhauptkamm, der hier auch die Grenze zur Schweiz markiert.
Die Nachbargemeinden sind Campodolcino, Chiavenna, Gordona, Mese, Mesocco (CH-GR), Piuro und Soazza (CH-GR).

### Bevölkerungsentwicklung
Seit der Volkszählung von 1921 hat die Bevölkerung in den folgenden 100 Jahren um mehr als 75 % abgenommen. Dieser Abwärtstrend dauert bis in die heutige Zeit an.

### Verkehrsanbindung

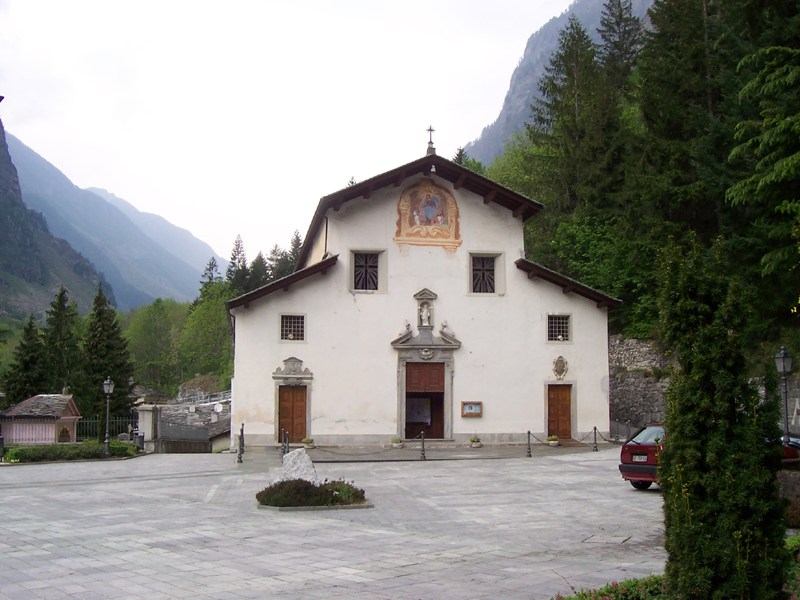
Wallfahrtskirche vom Gallivaggio

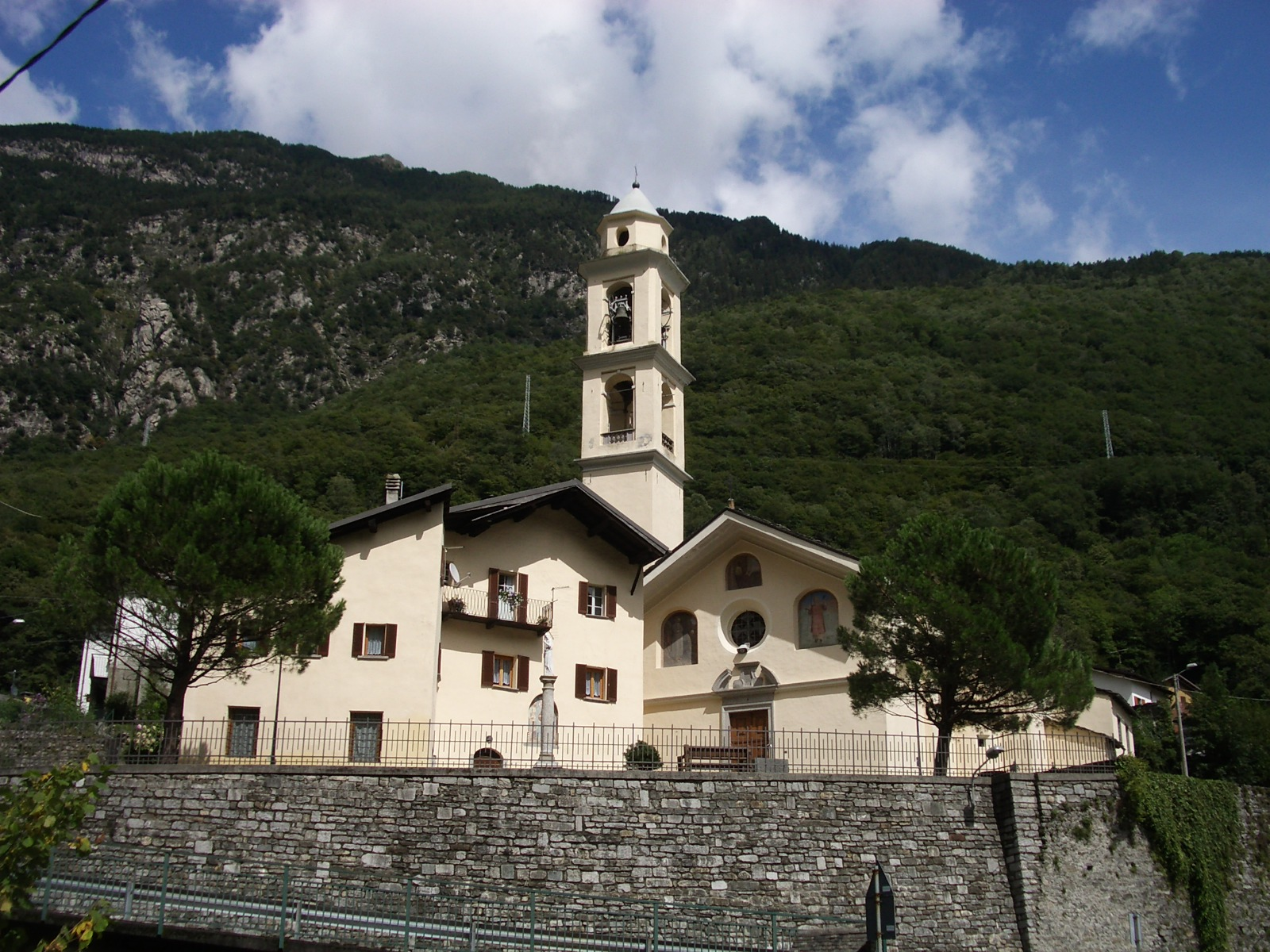
Kirche von San Giacomo, 12. Jh.

Von der Schweiz ist San Giacomo Filippo über den 27 Kilometer entdernten Splügenpass erreichbar. Die Staatstraße 36 führt weiter bis Mailand. Bei Piantedo verläuft die Straße als Staatzsraße 38 weiter bis Bozen. In Chiavenna führt die Staatsstrße 37 zum Malojapass.

## Sehenswürdigkeiten
- Wallfahrtskirche Madonna della Misericordia di Gallivaggio[2]. Das Heiligtum von Gallivaggio wurde zum Gedenken an die Erscheinung der Jungfrau Maria errichtet, in der die Jungfrau Maria am 10. Oktober 1492 zwei Mädchen erschien, während sie Kastanien sammelten. Nach dem Felssturz von 29. Mai 2018 werden die wichtigsten Kunstwerke des Heiligtums an einen sicheren Ort gebracht, wo das Ende der Arbeiten erwartet wird. Im Innenraum sind Fresken (1605) von Domenico Caresana aus Cureglia, ein Gemälde Crocifisso e Santi von  Cesare Ligari (1739), ein Gemälde Madonna incoronata dalla Santissima Trinità von Paolo Camillo Landriani (1606) und eine kleine vergoldete Statuengruppe Madonna mit Kind und zwei Mädchen auf den Hochaltar.
- Pfarrkirche Santi Giacomo e Filippo mit zwei wunderschönen, vergoldeten und bemalten, geschnitzten Holzgemälden (18. Jahrhundert) und Fresken von Giovan Battista Macolino (1644) und Antonio Caracciolo (1700).
- Wallfahrtskirche von San Guglielmo di Orenga (oder Orezia) (1613), ein Einsiedler, der im XIII. Jahrhundert  lebte und 1290 starb, am rechten Ufer des Giessbaches Liro im Ortsteil Olmo gelegen. Sie bewahrt Fresken Storuie di San Guglielmo von Giovan Battista Macolino und Antonio Caracciolo.
- Schöne panoramische Fraktion San Bernardo ai Monti.